# 지혜로운 고양이가 되기 위한 지침서
지혜로운 고양이가 되기 위한 지침서(The Old Possum 's Book of Practical Cats)는 영국의 시인 T. S. 엘리엇의 고양이의 정신과 사회에 대한 시집으로 파버 & 파버에서 1939년 출판되었다. ‘포썸 아저씨’는 에즈라 파운드가 그에게 붙인 별명이고, 그 이름을 따서 제목을 붙였다.

## 내용
이 책에는 다음과 같은 고양이들이 등장한다.
- 제니애니돗츠(Jennyanydots, The Old Gambie Cat)

온화한 아줌마 고양이로 쥐에서 바퀴벌레까지 교육하려고 한다. 감비(Gambie)라는 이름은 검(gum)에서 파생된 말로 "껌처럼 들러붙어 떨어지지 않는 모습"을 의미한다.
- 그롤 타이거(Growl tiger)

깡패 해적 고양이. 레이디 그리들본과 데이트하고 있는 곳에서 적에게 기습을 받아 바다 쓰레기와 함께 사라진다. 그롤(Growl)이라는 이름은 "으르릉"이라는 뜻이며, 타이거는 호랑이를 나타낸다.
- 럼 텀 터거(Rum Tum Tugger)

비뚤어진 이기심을 가진 고양이. 럼은 "색다른" 또는 "럼주"를 뜻하며, 텀(tum)은 "폰(타악기)'과 '호른(현악기)"이 내는 소리를 나타내는 의성어이다. 터거(Tugger)는 Tug(끌다)와 Tigger(호랑이)의 합성어이다.
- 멍고제리(Mungojerrie)

악명 높은 도둑 고양이로 럼펠티저와 콤비를 이룬다.
- 럼펠티저(Rumpelteazer)

악명 높은 도둑 고양이로 멍고 제리와 콤비를 이룬다. 티저(teazer)라는 이름은 "위협하는 사람, 말썽 꾸러기" 등의 뜻을 나타낸다.
- 듀토로노미(Old Deuteronomy)

오랫동안 산 장로 고양이로 부인 아홉의 죽음을 간호했다고도 전해지고, 99명의 부인의 죽음을 간호했다고도 전해 진다.
- 럼퍼스캣(Rumpuscat)

딱딱한 대두목고양이. 깡패 개 패거리조차도 두려워한다. 럼퍼스는 ‘소동’, ‘혼란’의 의미
- 미스토펠리스(Mr.Mistoffelees)

위대한 마법 고양이. 과묵하고 몸집이 작은 검은 고양이로 이름의 유래는 《파우스트》에 등장하는 악마 메피스토펠레스(Mephistopheles)를 뜻한다.
- 매캐비티(Macavity)

마피아 고양이계의 나폴레옹. 스코틀랜드 야드도 애를 먹이는 존재다. 이름은 셜록 홈즈 시리즈에 등장하는 제임스 모리아티와 이탈리아의 정치 사상가 니콜로 마키아벨리에서 유래한다.
- 아스파라거스(Gus)

몰락한 극장 고양이. 마왕 역으로 일세를 풍미했다. 본명은 아스파라거스.
- 버스토퍼 존스(Bustopher Jones)

살찐 귀족 고양이. 많은 단골 클럽을 가지고 있다.
- 스킴블샹크스(Skimbleshanks)

유능한 철도 고양이. 야간 열차 《메일》호의 운항을 맡고 있다.

## 뮤지컬
이 시집을 바탕으로 음악과 스토리를 추가하여 뮤지컬로 만들어졌다. 뮤지컬에는 알론조와 카산드라 같은 기존의 고양이가 더 해지고 있으며 시집에 등장하는 인물들과 다른 설정을 부여하는 고양이도 있다.